# DN1E főút (Románia)
A DN1E egy másodrendű főút (drum național secundar) Romániában, Brassó megye területén. A megyeszékhely Brassót köti össze Barcarozsnyó városával, Brassópojána üdülőközpont érintésével. Mivel ez az egyedüli autóút, amelyen Brassópojánát meg lehet közelíteni, számos esetben túlzsúfolt.
A Brassóból Brassópojánára vezető utat 1962 végén kezdték építeni, és 1964. december 19-én adták át. Folytatása, a Brassópojána–Barcarozsnyó szakasz az 1970-es években készült el. A két utat 2003-ban DN1E néven egyesítették és főútnak nyilvánították.

## Története
Brassópojána (Poiana Brașov) – mely napjainkra Románia legnépszerűbb és egyik legszebb üdülőközpontjává nőtte ki magát – már a 20. század első felében is ismert üdülőhely volt. Az 1930-as években kezdett kiépülni, az 1950-es években pedig felépítették az első szállodákat, és számos modern sportpályát és sífelvonót létesítettek.
Egészen az 1960-as évek elejéig Brassópojánát csak két ösvény kötötte össze Brassóval. Az egyik a Nagy-tölgyes gerincén kanyargott, és főleg a szénaszállító szekerek használták; a másik (az úgynevezett „régi út”) a Salamon-kőtől indult, és az Oaben folyó völgyének sziklás oldalába vágták. Ez utóbbit 1871-ben tervezték Johann Gött kérésére, a munkálatokat 1872-ben kezdte el a hegyivadász alakulat. A 20. század első felében többször korszerűsítették, autók számára is járhatóvá téve. A turistákat az 1930-as évektől lánctalpas járművekkel és katonai teherautókkal szállították ezen az úton. A telep fejlődésével azonban időszerű lett egy modern autóút építése.

### A Brassó–Brassópojána szakasz
1960-ban a polgármesteri hivatal elrendelte egy új út építését. Három különböző tervet nyújtottak be az útvonalat illetően. Az első terv szerint a nyomvonal – a „régi úthoz” hasonlóan – szintén az Oaben völgyét követte volna; azonban megépítéséhez a történelmi Bolgárszeg városrész jelentős részét le kellett volna bontani. A második variáns a központból, a jelenlegi Star áruház környékéről indult volna, a Cenk északi oldalát és a Krukk-gerincet követve, azonban elkészítése túl sokba került volna. A harmadik változat, melyet végül elfogadtak, a Postarét környékéről indult a Warthe-domb felé, és a Nagy-tölgyes gerince mentén húzódott. Ehhez nem volt szükség házak lebontására, nem tételezett fel bonyolult építészeti megvalósításokat, és a panorámák miatt turisztikai szempontból is értékes volt.
A munkálatok 1962 utolsó negyedében kezdődtek, magát az utat pedig 1963 őszén kezdték építeni; a tervező Dumitru Gonțea, a kivitelező az Alexandru Filipescu által irányított ICT (Întreprinderea de Construcții și Transporturi Brașov, Brassói Közlekedési és Szállítási Vállalat) volt. Az építkezésen nemcsak munkások, hanem „önkéntes munkát” végző diákok és katonák is dolgoztak. A 10,5 kilométer hosszú utat 1964. december 19-én avatta fel Gheorghe Gheorghiu-Dej, a Román Kommunista Párt főtitkára; azonban ekkor még nem volt teljesen kész, és nem is volt leaszfaltozva. 1965-ben elkészültek a töltések, védőkorlátok, és a vízelvezető rendszer. 1966-ban az utat egy további 1,8 kilométeres szakasszal hosszabbították, és teljes egészében leaszfaltozták.
A építkezés során elpusztult a Fehér torony melletti Belvedere kilátó, és a Warthe-dombon működő Hohe Warthe vendéglő.
2003-ig az út DJ101H néven megyei útként szerepelt; ekkor kormányhatározat alapján a Brassó Megyei Tanács kezeléséből a Compania Națională de Autostrăzi și Drumuri Naționale SA (Nemzeti Autópálya és Főútkezelő Rt) állományába került át. 2017-ben Brassópojána bejáratánál parkolóházat építettek, hogy csökkentsék az üdülőhely zsúfoltságát. A parkolóháztól autóbuszok viszik fel a turistákat a telepre.

### A Brassópojána–Barcarozsnyó szakasz
A Brassópojána–Barcarozsnyó szakaszt az 1970-es években építették; nyomvonala szintén régi ösvényeket követ. 2003-ig DC84 néven községi útként tartották nyilván; ekkor egyesítették a Brassó–Brassópojána szakasszal DN1E név alatt.

## Leírása
Brassó központjából, a Postaréttől (Livada Poștei) indul a Warthe-domb irányába; első kilométerei mentén a közelmúltban villákat és lakóparkokat építettek. Ezután a Nagy-tölgyes napsütötte gerincét követi; a 4,5 kilométernél létesített kilátótól kiváló panoráma nyílik Brassóra és a környező hegyekre. Brassópojána után nyugat felé veszi az irányt, majd Barcarozsnyónál a DN73 és DN73A kereszteződésébe torkollik.
Az út egész hosszában kétsávos. A Brassó–Brassópojána szakasz szintkülönbsége 430 méter, a Brassópojána–Barcarozsnyó szakaszé 390 méter.
A DN1E nagymértékben hozzájárult Brassópojána fejlődéséhez és a turizmus fellendüléséhez. A személyszállítás mellett rendszeresen rendeznek autóversenyeket is.
Az Oaben-völgyi „régi utat” (jelenlegi neve Lehmann-út) ma túraösvényként használják, autók által nem járható.

## Képek

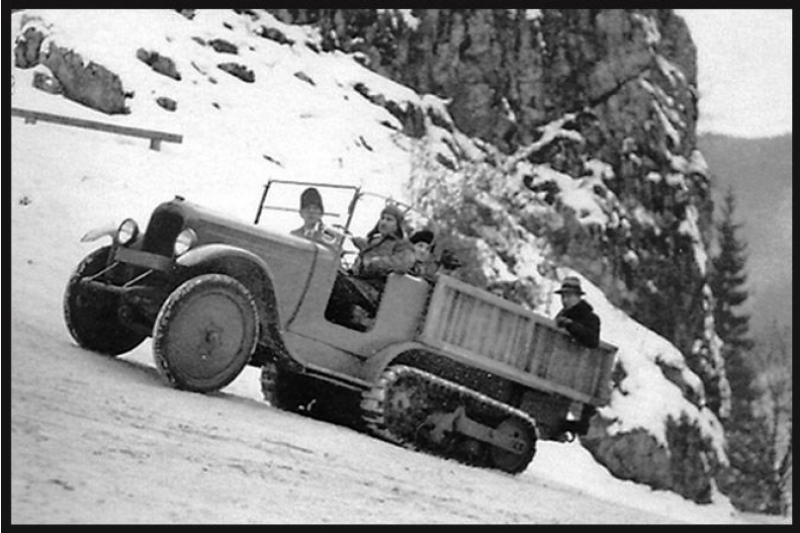
A „régi út” az 1930-as években
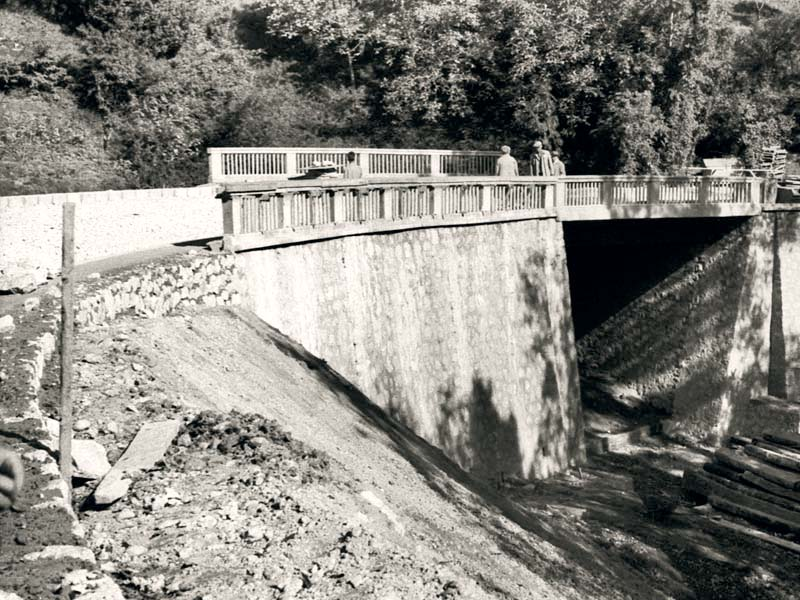
Az építkezés 1964-ben
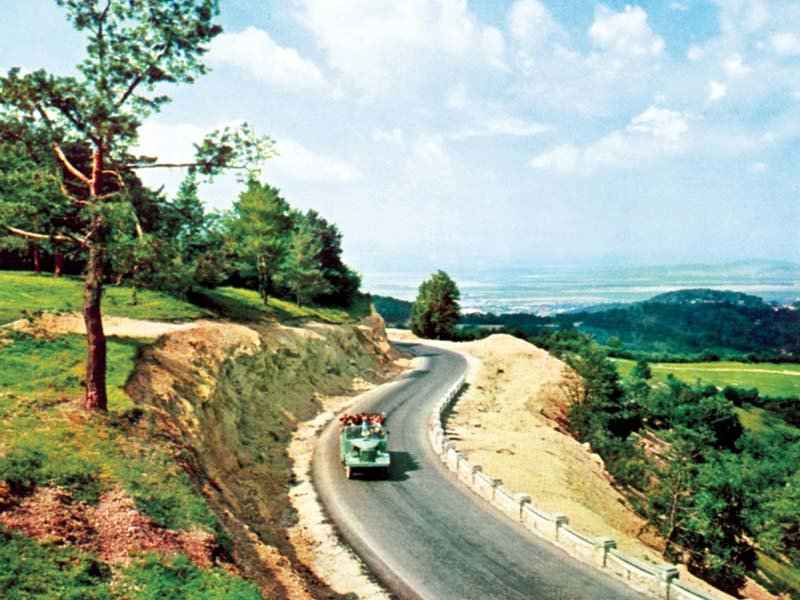
Képeslap 1965–1966-ból
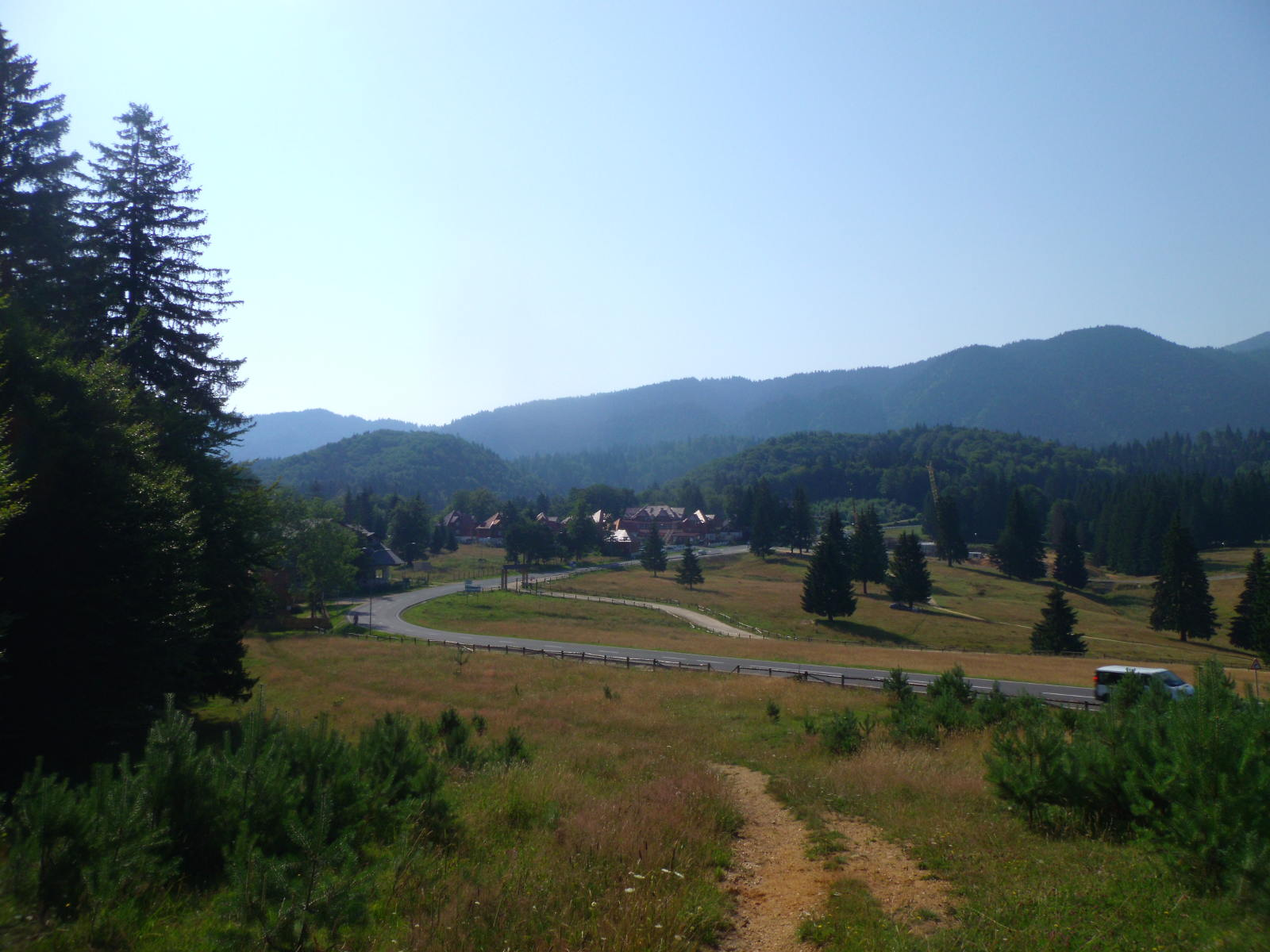
Az út 2015-ben
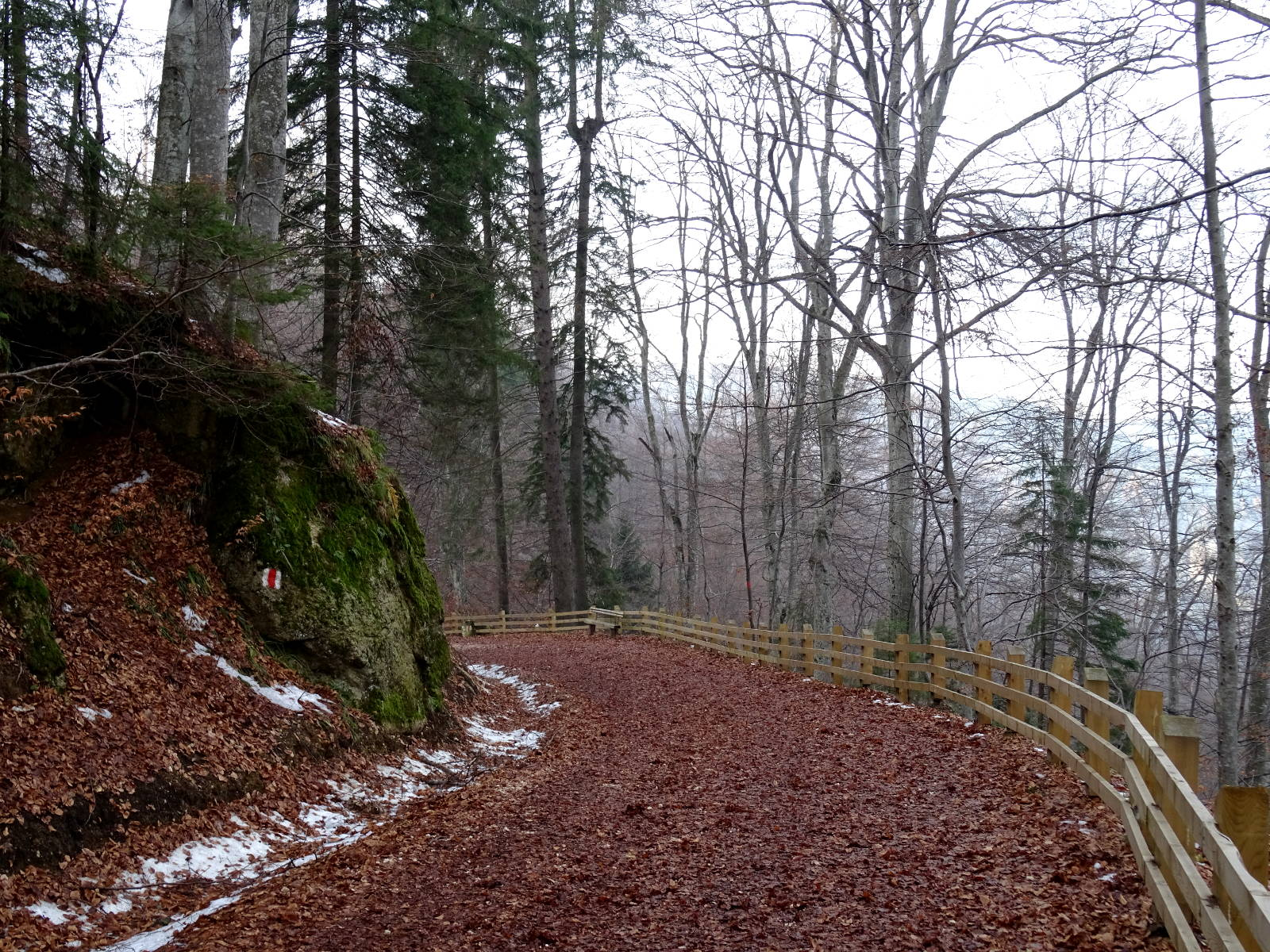
A „régi út” 2015-ben